# Elgonidium oculatum
Elgonidium oculatum – gatunek chrząszcza z rodziny nakwiatkowatych i podrodziny Tomoderinae.
Gatunek ten został opisany w 2008 roku przez Dimitrego Telnova.
Chrząszcz o ciele długości 2,81 mm (u holotypu). Głowę i przedplecze ma jasnobrązowe do żółtobrązowych, pokrywy ciemnobrązowe, spód ciała brązowy z żółtawobrązowymi czwartym i piątym z widocznych sternitów, a czułki, głaszczki i odnóża ciemnożółte. Głowę ma wydłużoną, wyposażoną w parę wyraźnych oczu oraz bardzo krótkie czułki o członach od ósmego wzwyż wyraźnie poprzecznych. Przedplecze podzielone na przedni i tylny płat głębokim przewężeniem o ząbkowanych brzegach. Wierzch przedplecza z rzadka pokrywają małe, ale widoczne punkty. Pokrywy są długo i żółtawo owłosione.
Owad afrotropikalny, znany wyłącznie z Kenii.